# Shohei Yabiku
Shohei Yabiku (屋比久翔平, Yabiku Shōhei; Okinawa, 4 de janeiro de 1995) é um lutador de estilo greco-romana japonês, medalhista olímpico.

## Carreira
Yabiku esteve nos Jogos Olímpicos de Verão de 2020 em Tóquio, onde participou do confronto de peso meio-médio, conquistando a medalha de bronze após derrotar o iraniano Mohammadali Geraei.